# Sociale kasser og fonde
De sociale kasser og fonde udgør en del af den offentlige sektor (mere præcist: af den offentlige forvaltning og service), som udfører særlige forvaltningsopgaver inden for det sociale område.
I Danmark udgøres de sociale kasser og fonde af de danske a-kasser og Lønmodtagernes Garantifond. De udgør den fjerde og mindste delsektor heraf ved siden af staten, kommunerne og regionerne. Tidligere indgik også ATP og Den Særlige Pensionsopsparing (SP) i de sociale kasser og fonde, men ved en revision af Nationalregnskabet i 2005 blev de overført til den private sektor.
I Danmark spiller de sociale kasser og fonde en meget beskeden rolle for de samlede offentlige finanser i forhold til mange andre lande. I 2012 stod de således kun for knap 2 % af de samlede offentlige indtægter (mod statens 71 % og kommuner/regioners 27 %). Det er i skarp modsætning til mange andre lande. I Norge og USA drejer det sig således om godt 20 %, i Holland, Tyskland og Japan om ca. 40 % og i Frankrig om mere end 50 %. Det hænger bl.a. sammen med, at de såkaldte sociale bidrag kun spiller en meget lille rolle i den danske skattestruktur i modsætning til mange steder i udlandet.